# Guthrie (Kentucky)
Guthrie è una città della contea di Todd, Kentucky, Stati Uniti. Al censimento del 2010, la popolazione era di 1.419 abitanti.

## Geografia fisica
Secondo lo United States Census Bureau, ha un'area totale di 1,69 mi² (4,38 km²).

## Storia
L'attuale posizione di Guthrie era il sito della fermata della diligenza di Pondy Woods negli anni 1840; la comunità intorno ad essa potrebbe essere stata chiamata anche State Line per un periodo, a causa della vicinanza al confine con il Tennessee. La città è intitolata all'ex rappresentante James Guthrie, presidente della Louisville and Nashville Railroad alla sua fondazione nel 1867. Guthrie fu formalmente incorporata dall'Assemblea del Kentucky nel 1876.

## Società

### Evoluzione demografica
Secondo il censimento del 2010, la popolazione era di 1.419 abitanti.

### Etnie e minoranze straniere
Secondo il censimento del 2010, la composizione etnica della città era formata dal 67,3% di bianchi, il 29,3% di afroamericani, lo 0,3% di nativi americani, lo 0,4% di asiatici, lo 0,0% di oceanici, lo 0,9% di altre razze, e l'1,8% di due o più etnie. Ispanici o latinos di qualunque razza erano il 6,5% della popolazione.